# 谭志伟
谭志伟，男丶中共党員丶中國人民解放軍海軍少將丶中共军事丶政治人物，歷仼中國人民解放軍駐港部隊副司令員丶中央军委联合参谋部作战局海外行动处处长